# Tetranychidae
Tetranychidae es una familia de ácaros (Acari), del orden Trombidiformes.  La familia incluye alrededor de 1.200 especies. Generalmente viven en la superficie inferior de las hojas de las plantas, donde fabrican una red protectora de seda. Causan daño a la planta al perforarla para alimentarse. Se conocen varios centenares de especies de plantas que les sirven de alimentación.

## Descripción
Los ácaros de esta familia miden menos de 1 mm y varían en color. Ponen huevos pequeños, esféricos, transparentes al principio. Muchas especies hilan una red de seda para proteger la colonia contra los depredadores.

## Ciclo biológico

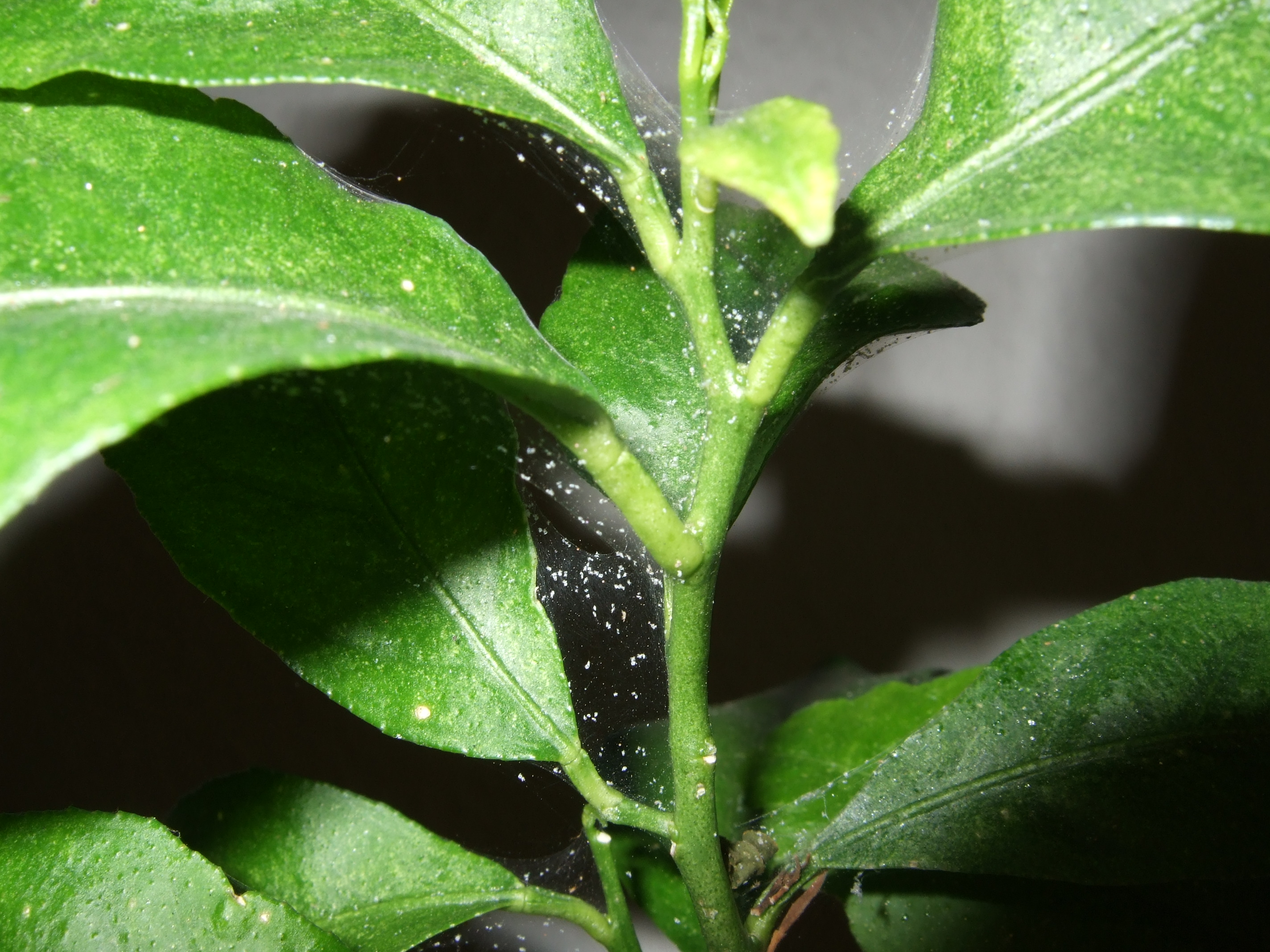
Ácaros en una planta de limón

Las condiciones climáticas secas y calientes contribuyen a aumentos de las poblaciones de estos ácaros. En condiciones óptimas de 27 °C estos ácaros pueden emerger del huevo en 3 días y alcanzar la madurez sexual en 5 días. Una hembra puede poner 20 huevos al día y vivir 2 a 4 semanas. Esto permite que las poblaciones crezcan con gran rapidez y que desarrollen resistencia contra plaguicidas si se los usa en forma prolongada.
Los ácaros de la familia Tetranychidae al igual que los himenópteros y algunos insectos escama tienen un sistema de determinación del sexo llamado haplodiploidía en que las hembras provienen de huevos fertilizados y son diploides, mientras que los machos provienen de huevos no fertilizados y son haploides. Las hembras apareadas almacenan esperma y pueden controlar el sexo de la progenie, permitiendo o no que los huevos reciban esperma. Las hembras no fertilizadas pueden poner huevos que sólo producen machos haploides.

## Géneros (Clasificación)
La especie más conocida del grupo es Tetranychus urticae, con una distribución mundial. Ataca a una gran variedad de plantas incluyendo pimientos, tomates, patatas, frijoles o porotos, maíz, frutillas y Cannabis. Otras especies también son pestes de plantas de importancia comercial: Panonychus ulmi (araña roja de los frutales) y Panonychus citri (araña roja de los citrus).
La familia se subdivide en las siguientes subfamilias, tribus y géneros:
Bryobinae Berlese
- Bryobini Reck

- Neoschizonobiella Tseng
- Sinobryobia Ma et al.
- Marainobia Meyer
- Bryobia Koch
- Toronobia Meyer
- Pseudobryobia McGregor
- Strunkobia Livshitz & Mitrofanov
- Mezranobia Athias-Henriot
- Eremobryobia Strunkova & Mitrofanov
- Bryobiella Tuttle & Baker
- Hemibryobia Tuttle & Baker

- Hystrichonychini Pritchard & Baker

- Bryocopsis Meyer
- Tetranychopsis Canestrini
- Notonychus Davis
- Dolichonobia Meyer
- Monoceronychus McGregor
- Mesobryobia Wainstein
- Hystrichonychus McGregor
- Parapetrobia Meyer & Rykev
- Peltanobia Meyer
- Tauriobia Livshitz & Mitrofanov
- Aplonobia Womersley
- Paraplonobia Wainstein
- Beerella Wainstein
- Magdalena Baker & Tuttle
- Porcupinychus Anwarullah
- Afronobia Meyer

- Petrobiini Reck

- Neotrichobia Tuttle & Baker
- Schizonobiella Beer & Lang
- Schizonobia Womersley
- Dasyobia Strunkova
- Lindquistiella Mitrofanov
- Edella Meyer
- Petrobia Murray

Tetranychinae Berlese
- Eurytetranychini Reck

- Atetranychus Tuttle et al.
- Synonychus Miller
- Eurytetranychus Oudemans
- Eurytetranychoides Reck
- Eutetranychus Banks
- Meyernychus Mitrofanov
- Aponychus Rimando
- Paraponychus Gonzalez & Flechtmann
- Sinotetranychus Ma & Yuan
- Anatetranychus Womersley
- Duplanychus Meyer

- Tenuipalpoidini Pritchard & Baker

- Eonychus Gutiérrez
- Crotonella Tuttle et al.
- Tenuipalpoides Reck & Bagdasarian
- Tenuipalponychus Channabasavanna & Lakkundi

- Tetranychini Reck

- Brevinychus Meyer
- Sonotetranychus Tuttle et al.
- Mixonychus Meyer & Ryke
- Evertella Meyer
- Panonychus Yokoyama
- Allonychus Pritchard & Baker
- Schizotetranychus Trägårdh
- Yunonychus Ma & Gao
- Yezonychus Ehara
- Neotetranychus Trägårdh
- Acanthonychus Wang
- Mononychellus Wainstein
- Platytetranychus Oudemans
- Eotetranychus Oudemans
- Palmanychus Baker & Tuttle
- Atrichoproctus Flechtmann
- Xinella Ma & Wang
- Oligonychus Berlese
- Hellenychus Gutiérrez
- Tetranychus Dufour
- Amphitetranychus Oudemans